# Khu Bảo tồn thiên nhiên Mường Nhé
Khu bảo tồn thiên nhiên Mường Nhé nằm trên địa phận huyện Mường Nhé, tỉnh Điện Biên, cách Thành phố Hà Nội khoảng 700km theo hướng Tây Bắc.

## Tổng quát
Khu Bảo tồn thiên nhiên Mường Nhé được thành lập vào năm 1976 có tổng diện tích 46.730ha, gồm 2 kiểu rừng chính: rừng gỗ tự nhiên núi đất lá rộng thường xanh (46.520ha) và rừng hỗn giao gỗ, tre nứa (210ha).

## Vị trí và giáp ranh
Nằm trên 5 xã Sín Thầu, Leng Su Sìn, Chung Chải, Mường Nhé và Nậm Kè thuộc huyện Mường Nhé, tỉnh Điện Biên với diện tích là 46.730 ha. Khu bảo tồn thiên nhiên Mường Nhé phía bắc giáp với Trung Quốc, phía tây giáp với Lào, phía đông giáp tỉnh Lai Châu.

## Đặc điểm khí hậu
Mang đặc điểm của khí hậu nhiệt đới gió mùa với những nét đặc trưng của khí hậu nhiệt đới núi cao, Khu bảo tồn thiên nhiên Mường Nhé tỉnh Điện Biên có hai mùa rõ rệt (mùa mưa từ tháng 4 đến tháng 10, mùa khô từ tháng 11 đến tháng 3 năm sau). Hệ thống sông suối tuôn chảy trên địa hình tương đối phức tạp và có độ dốc lớn, với hai hệ sông suối chính (thủy hệ Nậm Ma và thủy hệ Nậm Nhé) là đầu nguồn Sông Đà.

## Đa dạng sinh học
Khu bảo tồn thiên nhiên Mường Nhé có hệ sinh thái phong phú được đánh giá là nơi có tính đa dạng sinh học cao vào loại nhất, nhì vùng Tây Bắc .Vì vậy, việc bảo tồn đa dạng sinh học có ý nghĩa rất quan trọng cả về hệ sinh thái lẫn rừng phòng hộ sông Đà.

### Hệ thực vật
Khu bảo tồn thiên nhiên Mường Nhé có 742 loài thực vật, trong đó 35 loài thực vật quý hiếm, 29 loài có tên trong sách đỏ Việt Nam và sách đỏ thế giới. Nhiều loài có giá trị đặc biệt về mặt khoa học như: chò đãi, dổi xương, chò nước, lát hoa, chò chỉ, pơ mu, trầm hương, de,... Riêng cây lấy gỗ có 112 loài, cây thuốc nam quý hiếm có 68 loài.

### Hệ động vật
Khu Bảo tồn thiên nhiên Mường Nhé có 2 kiểu rừng chính: rừng gỗ tự nhiên núi đất lá rộng thường xanh và rừng hỗn giao gỗ, tre nứa. Đây là nơi lí tưởng để các loài động vật hoang dã trú ngụ, sinh sống. Cụ thể: Thú có 97 loài, thuộc 24 họ và 9 bộ; chim có 260 loài thuộc 59 họ và 17 bộ; bò sát 65 loài bò sát thuộc 18 họ, 2 bộ và 54 loài ếch nhái thuộc 7 họ, 2 bộ. Trong đó có 55 loài động vật đặc hữu, 45 loài có tên trong Sách đỏ Việt nam như: Gấu ngựa, Gấu chó, Vượn bạc má, Voọc xám, các loài Khỉ, Công, Niệc cổ hung, Trăn mốc, các loài Rái cá...
Đặc biệt, đợt điều tra đầu năm 2022, đơn vị đã xác nhận thêm 14 loài động vật có mặt tại Khu Bảo tồn thiên nhiên Mường Nhé, gồm 1 loài thú (cầy gấm), 13 loài chim (cò nhạn, cò ruồi, cắt lớn, rẽ giun thường, yểng quạ, phường chèo đỏ đuôi dài, chích hai vạch, khướu đầu hung, khướu ngực đốm, khướu mặt đỏ, kim oanh tai bạc, đớp ruồi cằm đen và đớp ruồi trán đen).